# ساترتون
ساترتون (به انگلیسی: Sutterton) یک روستا و محله مدنی در بریتانیا است که در بوستون واقع شده‌است. ساترتون ۱٬۵۸۵ نفر جمعیت دارد.